# Entidad sionista

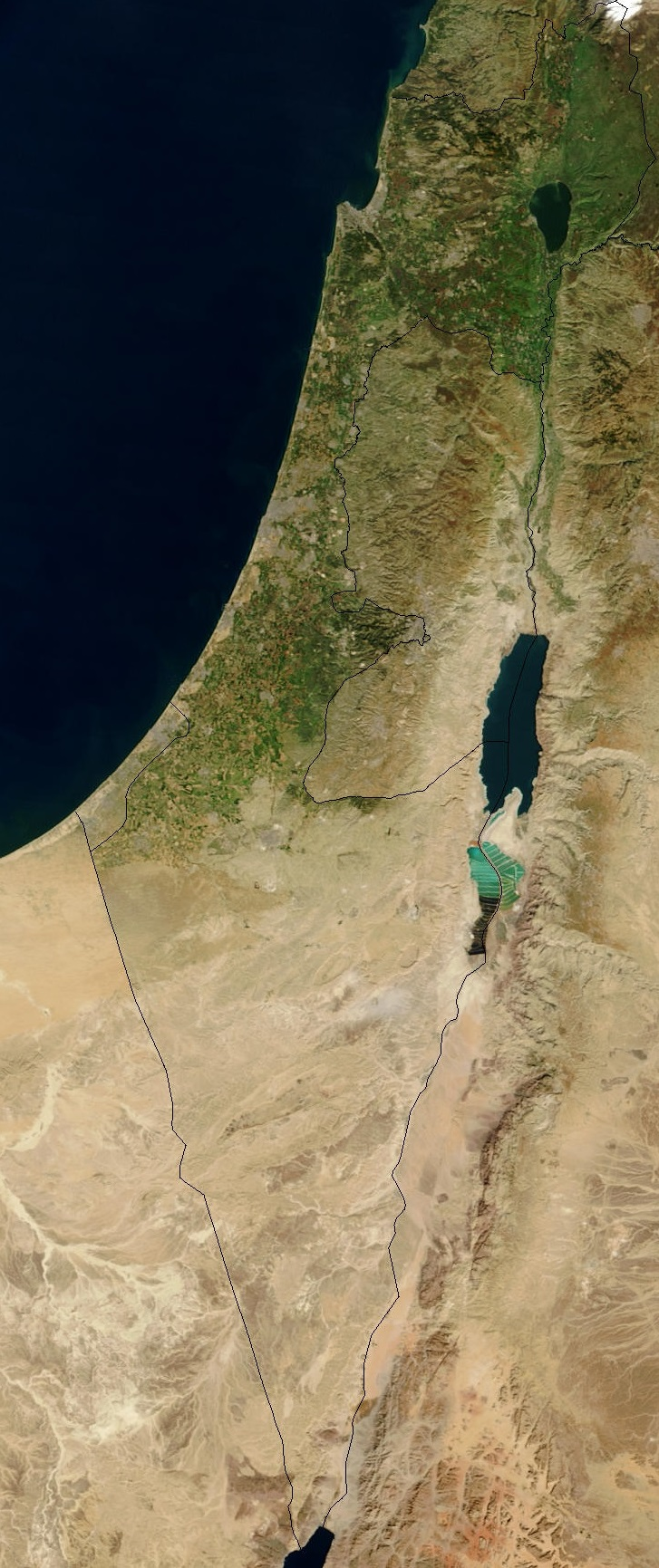
Imagen satelital de Israel.

«Entidad sionista» (en árabe: الكيان الصهيوني) o «régimen sionista» (en persa: رژیم صهیونیستی) es una expresión que se utiliza principalmente en el mundo árabe
 y en el mundo islámico para referirse de forma peyorativa al Estado de Israel. La frase es utilizada como un medio de expresión hostil hacia el estado sionista de Israel, rechazando el reconocimiento de su existencia, o negando su derecho a existir. 
Se ha descrito como una expresión que refleja el odio racial.
Antes de 1967, el término fue el estándar utilizado por los árabes para referirse a Israel, y fue particularmente popular en las emisiones oficiales de Egipto, Siria y Jordania durante las décadas de 1960 y 1970. El uso de este término ha persistido desde entonces. El término ha sido utilizado, entre otros, por la Autoridad Nacional Palestina, la Organización para la Liberación de Palestina (OLP), el régimen de los ayatolas en Irán, el régimen baazista de Sadam Huseín en Irak, por el movimiento de resistencia islámica Hamás y los embajadores de Siria e Irak ante las Naciones Unidas, en los debates del Consejo de Seguridad de las Naciones Unidas, realizados en febrero y marzo de 2003, que precedieron a la invasión de Irak de 2003 y a la posterior Guerra de Irak.